# Palau Solterra-Barberà
El Palau Solterra-Barberà, també anomenat del Marquès de Barberà i de la Manresana, és un edifici situat a l'avinguda del Portal de l'Àngel (abans plaça de Santa Anna) i el carrer de la Canuda de Barcelona, catalogat com a bé cultural d'interès local. La finca inclou la Casa Ramon de Sarriera, no compresa en la declaració de BCIL.

## Història
Segons el Cadastre de 1716, la finca de la cantonada (actual núm. 47 del carrer de la Canuda) era propietat de Ramon Feliu d'Ivorra i Salvà, baró de Cervelló i senyor de Sant Vicenç dels Horts. El 1724, va adquirir a Maria de Minguella i de Ciurana, vídua de Francesc de Fluvià i d'Aguilar, la finca del núm. 45, separada de la seva per un carreró sense sortida i que arribava fins al carrer de Corder (actualment de la Flor), on hi havia una casa enderrocada al lloc corresponent a l'actual jardí.
Fou succeït per la seva filla Caterina d'Ivorra i de Vilallonga, que es va casar amb Francesc Xavier de Copons i de Boixadors, senyor de la Manresana i de Pontons, destacat austriacista que s'hagué d'exiliar a Viena. El primogènit Agustí de Copons i d'Ivorra morí solter el 1762, i fou succeït pel seu germà Ramon, que el 1767 va rebre el títol de marquès de la Manresana. El 1774 va vendre la casa que tenia prop la plaça de l'Àngel a Francesc d'Ardèvol i de Ciurana i va anar a viure al casal de la plaça de Santa Anna, on el 1791 va demanar permís per a posar un ampit en una finestra.
El seu fill Ramon Francesc de Copons i Despujol va morir sense descèndencia i el títol i el casal foren heretats per la germana d'aquest, Maria Josepa de Copons i Despujol, que es va casar amb Josep Esteve Galceran de Pinós i Sureda de Santmartí, marquès de Barberà. Després de la mort sense descedència dels seus fills mascles, els títols i el casal passaren a mans de la seva filla Maria Josepa de Pinós i de Copons (†1857), casada amb Josep de Sarriera i Despujol, comte de Solterra.
El 1849, la marquesa va demanar permís per a remuntar un tercer pis i convertir quatre finestres del segon en balcons al núm. 47. El 1867, el seu fill Ramon de Sarriera i de Pinós, marquès de Barberà i de la Manresana i comte de Solterra, va encarregar al mestre d'obres Pau Martorell la remunta d'un tercer pis i la conversió en balcons de les finestres al núm. 45. El 1870 va demanar permís per a enderrocar els núms. 41 i 43 i construir-hi un nou edifici, segons el projecte del mestre d'obres Ramon Soriano. Tanmateix, va morir aquell mateix any sense veure acabada l'obra, continuada pels tutors del seu fill i hereu Ramon de Sarriera i de Vilallonga.

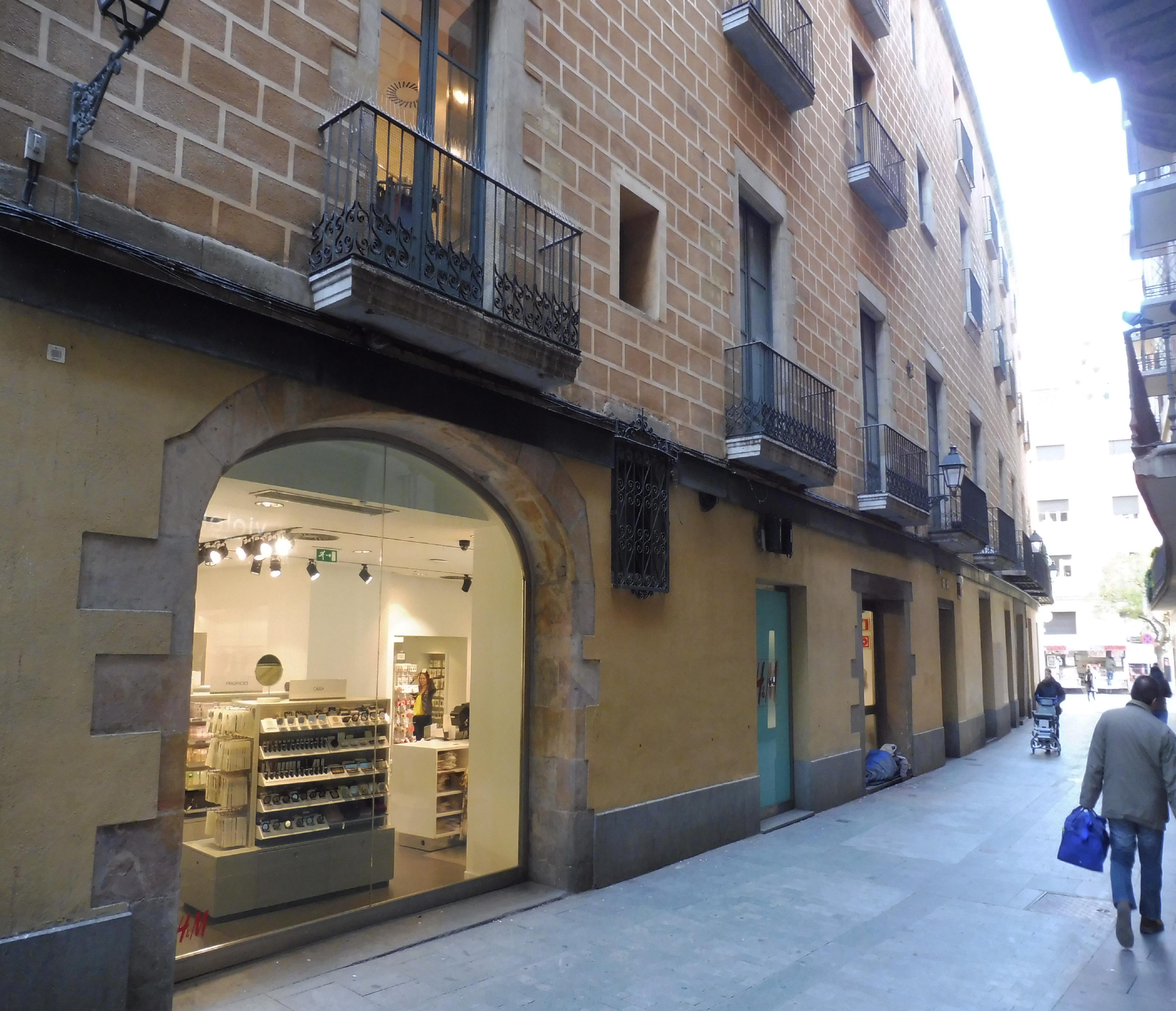
Façana del carrer de la Canuda, 45

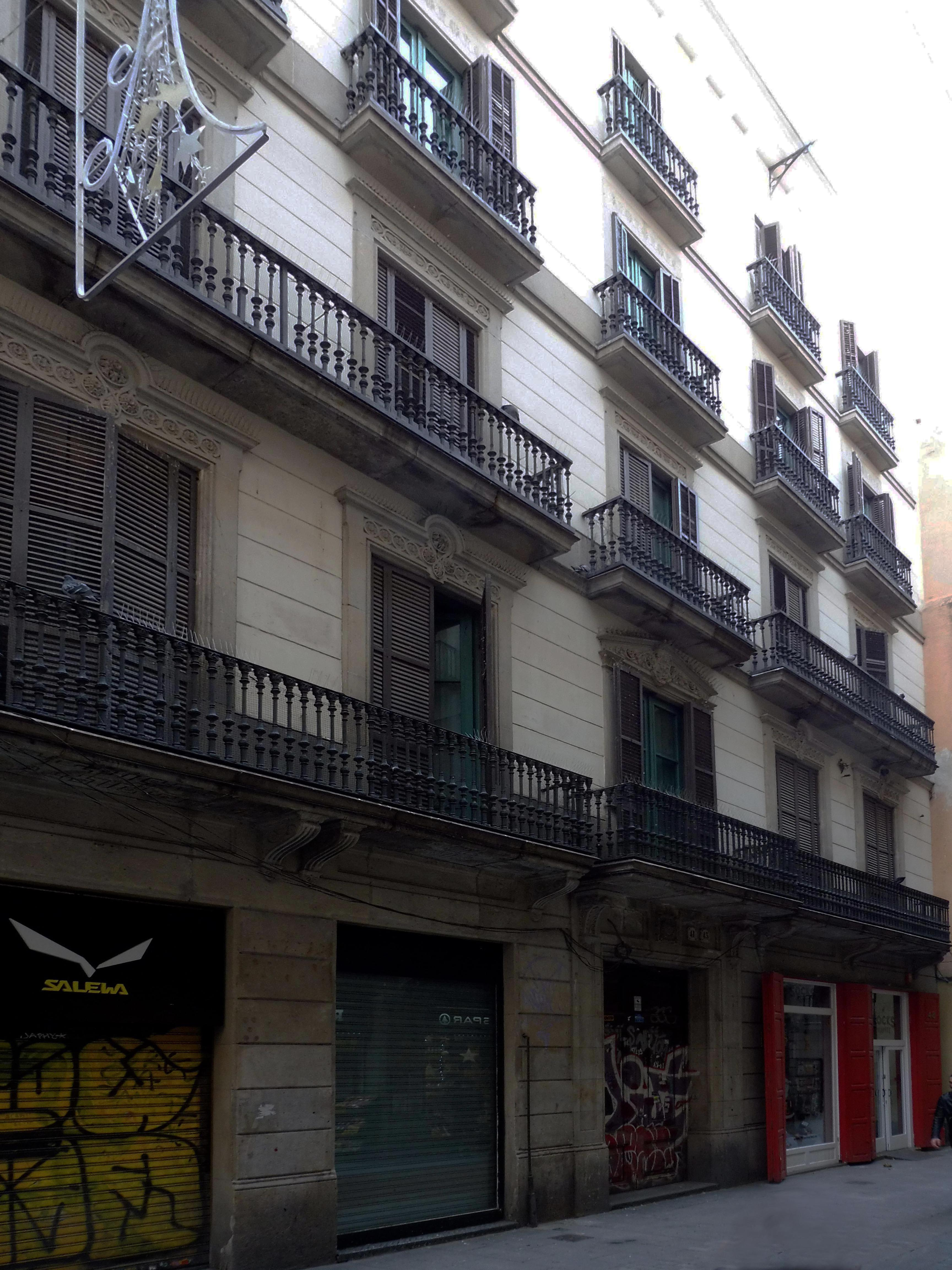
Casa Ramon de Sarriera al carrer de la Canuda, 41-43

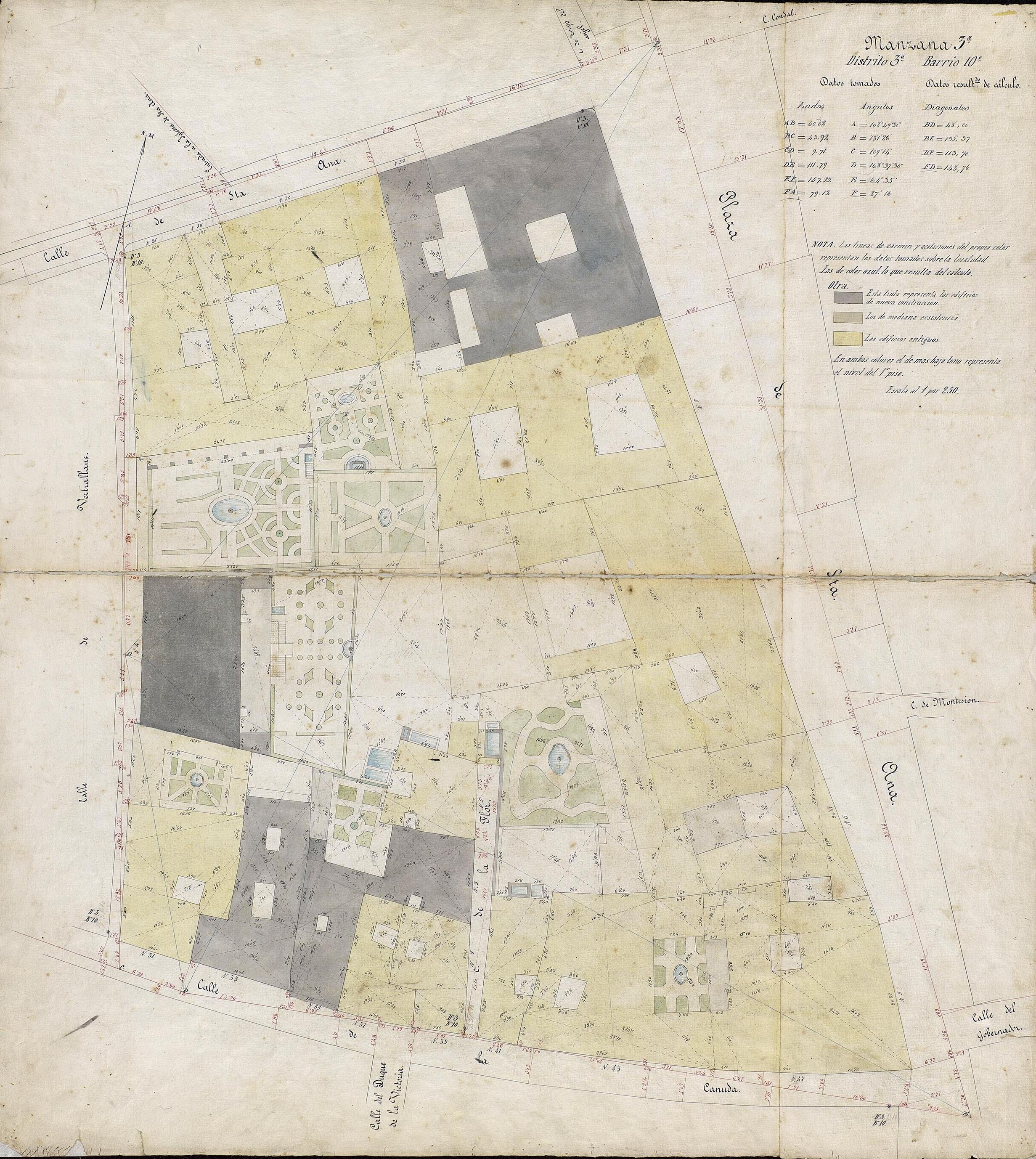
Quarteró núm. 68 de Garriga i Roca (c. 1860)

Durant la Guerra Civil, el palau va ser confiscat per la UGT i, un cop recuperat pels marquesos de Barberà a mitjans de la dècada del 1940, fou llogat al bibliòfil Josep Porter i Rovira, qui va traslladar-hi la seva llibreria, que es convertí en un punt de reunió de la intel·lectualitat del moment amb una gran activitat cultural i clientela internacional. El 1964, i aprofitant el veïnatge del Cine París (actualment desparegut), el seu fill Miquel Porter va crear la col·lecció cinematogràfica catalana i va convertir una de les sales del palau en un museu de cinema.
La llibreria va tancar el 1981, i ja al segle xxi, el palau ha estat adequat a nous usos comercials i d'oficines (H&M), que han respectat poc l'estructura original. El 2021, va ser adquirit pel fons voltor BMO Real Estate Partner (actualment Columbia Threadneedle) per més de 80 milions d'euros per a convertir-lo en una macrobotiga.

## Descripció
És un palau urbà, compost per planta baixa i tres pisos. Els baixos han estat molt modificats en ser ocupats per establiments comercials, i dels portals adovellats originals, només se'n poden entreveure algunes restes. Als pisos, el parament és un encintat imitant carreus, i es balcons tenen obertures emmarcades amb carreus de pedra de Montjuïc, també uasada a la cantonera amb el carrer de la Canuda, arrodonida a l'altura del pis principal. El coronament té una cornisa motllurada i a sobre, una barana més moderna.
L'interior també ha estat modificat, tot i que es conserven molts elements que permeten apreciar la seva gran sumptuositat.